# Ponts de l'Abattoir
Les ponts de l'Abattoir constituent un ensemble de trois ponts sur l'Aube situé dans la commune française de Montigny-sur-Aube en Côte-d'Or en région Bourgogne-Franche-Comté.

## Localisation
Les ponts de l'Abattoir sont situés sur le C.C. 2 à 200 mètres de la sortie nord-est de Montigny-sur-Aube en allant vers Latrecey.

## Architecture
Pont routier très bas à arches multiples suivi de deux autres petits ponts à arche unique.
En aval et à proximité immédiate, entre les branches de l'Aube franchies par les deux petits ponts, on note les restes d'un curieux bâtiment qui pourraient être ceux de l'ancien abattoir.

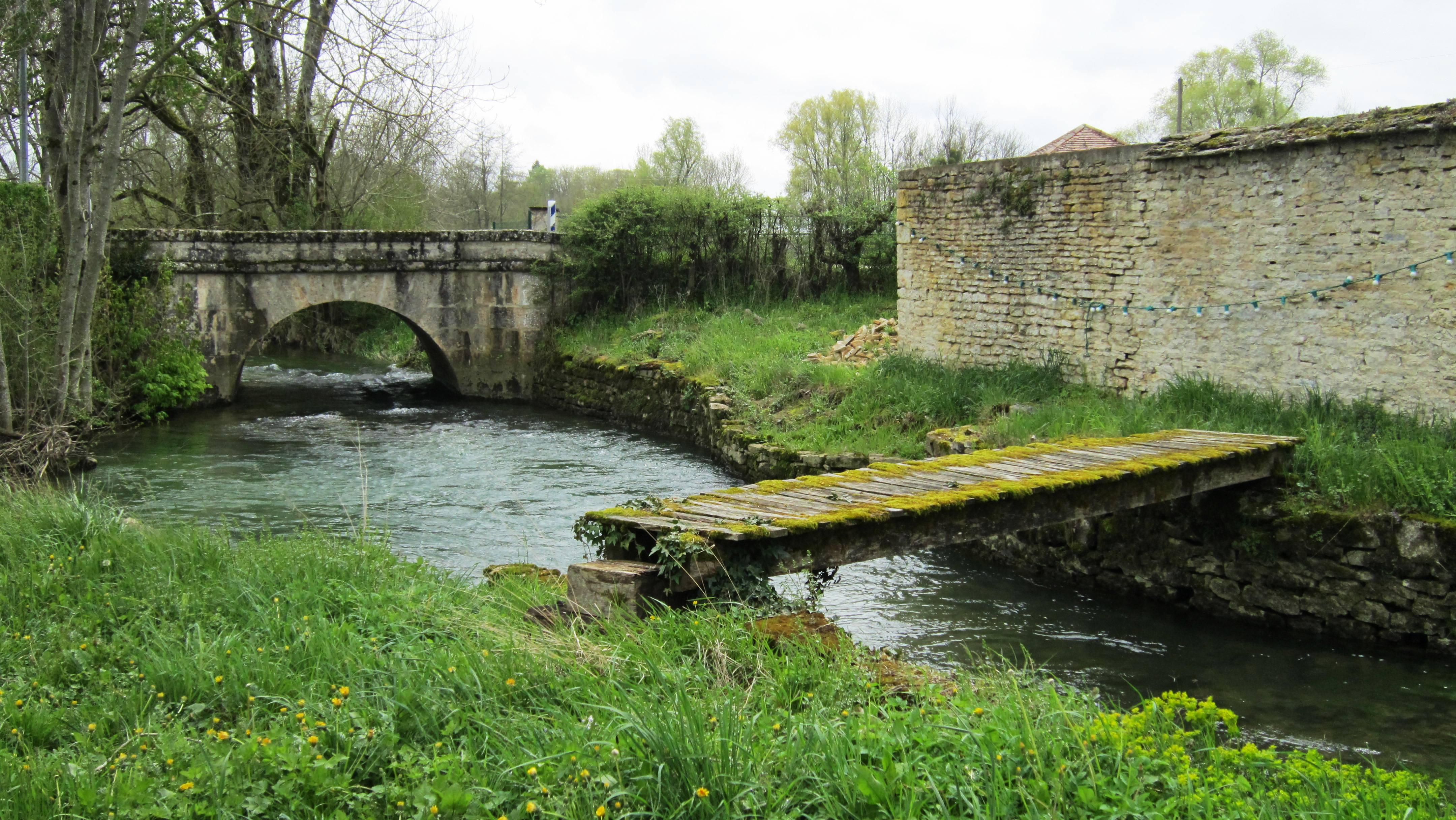
Un des petits ponts de l'Abattoir

## Historique
La construction remonte à la seconde moitié du XVIIIe siècle
Les ponts sont classés monuments historiques le 1er décembre 1962.